# Neusibirien
Neusibirien (russisch Новая Сибирь Nowaja Sibir, jakutisch Саҥа Сибиир арыы Sanga Sibiir aryy) ist die zweitgrößte der Anjou-Inseln, sie gehört geographisch zum Archipel der Neusibirischen Inseln und liegt in der Ostsibirischen See.
Die Insel ist ca. 6200 km² groß und sehr flach, ihre höchste Erhebung ragt nur 76 m über den Meeresspiegel. Sie besteht hauptsächlich aus Aufschichtungen aus dem Quartär und ist somit ein Produkt des Eiszeitalters. Jene Stellen, die nicht von Eis bedeckt sind, haben Tundra-Vegetation.
Entdeckt wurde die Insel 1806 von russischen Händlern. 1886 bereiste und kartierte Eduard von Toll die Insel.